# 再借用
再借用（英語：reborrowing、フランス語：réemprunt、ドイツ語：Rückentlehnung、イタリア語：cavallo di ritorno<「返された馬」>）とは、借用語の形態の一つであって、ある単語が別の言語に入り、そこで元の言語とは異なる意味や語形を獲得した後に元の言語に戻ってくるプロセスを指す。図式化するとA→B→Aとなり、Aが元の言語、Bが借用先の言語となる（A→Bが借用、B→Aが再借用）。再借用された単語はドイツ語を用いてRückwanderer（＝「帰ってくる者」、英語：returner）と呼ばれることもある。 
再借用が起きると、結果的に「二重語」(doublet)となり、再借用語が元の単語と併存することになるが、元の単語が廃れて消えていくケースもある。また、借用先の言語(B)で獲得された特殊な語義が、元の言語(A)の単語に「意味論的借用」として再借用されるケースもある。例えば、英語のpioneerは中世フランス語からの借用語で、中世フランス語での語義は「歩兵、歩行者」だったが、英語に入って「先駆者、開拓者、革新者」の語義を新たに獲得し、その語義がフランス語のpionnierへと再借用されて戻ったケースである。また、別のケースでは、単語が翻訳借用（1対1の直訳）されてから元の言語に戻るケースもある。例、英語：ready-to-wear（「既製服」）→フランス語：prêt-à-porter (1951)（「既製服」）→英語：prêt-à-porter (1957)（「既製服、プレタポルテ」）。
借用のプロセスが1言語-1言語の単純な関係性になるとは限らず、複数の言語が中間に入ってから元の言語に戻るケースもある。

## 実例
| 古ノルド語:                    | klubba （「棍棒」）                                  | → | 英語:           | club （「社交の団体」）              | → | ノルウェー語: | klubb （「社交の団体」）                |   |           |           |
| フランス語:                    | tenez （動詞tenirの活用形）                          | → | 英語:           | tennis （「テニス」）                | → | フランス語:   | tennis （「テニス」）                   |   |           |           |
| フランス語:                    | cotte （「作業ズボン」）                             | → | 英語:           | riding coat （「乗馬コート」）       | → | フランス語:   | redingote                               | → | 英語:     | redingote |
| ギリシア語:                    | κίνημα （kínēma、「動き・運動」）                    | → | フランス語:     | cinéma （「映画」）                  | → | ギリシア語:   | σινεμά （sinemá、「映画」）             |   |           |           |
| オランダ語:                    | bolwerk （bulwark、要塞の「堡塁」）                  | → | フランス語:     | boulevard （「大通り」）             | → | オランダ語:   | boulevard （「大通り」）                |   |           |           |
| オランダ語:                    | manneken （「小さい人間」）                          | → | フランス語:     | mannequin （「ファッションモデル」） | → | オランダ語:   | mannequin （「ファッションモデル」）    |   |           |           |
| 中期オランダ語 :               | snacken （「噛みつく」 /ˈsnɑkən/）                   | → | 英語:           | to snack （「軽食をとる」）          | → | オランダ語:   | snacken （/ˈsnɛkən/）                   |   |           |           |
| 英語:                          | crack （「ふざけ」）                                 | → | アイルランド語: | craic （「ふざけ」）                 | → | 英語:         | craic （「アイルランド風のおふざけ」）  |   |           |           |
| 英語:                          | animation （「動画」）                               | → | 日本語:         | アニメ (anime)                       | → | 英語:         | anime （「日本のアニメ」）              |   |           |           |
| 英語:                          | professional wrestling （「職業レスリング」）        | → | 日本語:         | プロレス （puroresu）                | → | 英語:         | puroresu （「日本のプロレスリング」）   |   |           |           |
| ヘブライ語:                    | תַּכְלִית /taχˈlit/ （「目的」）                         | → | イディッシュ語: | תכלית /ˈtaχləs/ （「結果」）         | → | ヘブライ語:   | תַּכְלֶס /ˈtaχles/ （「直接的に、事務的に） |   |           |           |
| スペイン語:                    | tronada （「激しい雷雨」）                           | → | 英語:           | tornado (「竜巻」)                   | → | スペイン語:   | tornado （「竜巻」）                    |   |           |           |
| 中国語:                        | 革命 （「王朝の交代」）                              | → | 日本語:         | 革命 （「体制の転覆」）              | → | 中国語:       | 革命 （「体制の転覆」）                 |   |           |           |
| 中国語:                        | 共和 （「紀元前9世紀の共和時代」）                   | → | 日本語:         | 共和 （「共和政体」）                | → | 中国語:       | 共和 （「共和政体」）                   |   |           |           |
| 中国語:                        | 抹茶 （「中国古来の点茶法」）                        | → | 日本語:         | 抹茶 （「粉末で点てる茶」）          | → | 中国語:       | 抹茶 （「日本スタイルの抹茶」）         |   |           |           |
| 日本語:                        | 神風 (しんぷう・かみかぜ、「神の風」「神風特攻隊」） | → | 英語:           | kamikaze （「自爆攻撃」）            | → | 日本語:       | カミカゼ （「自爆攻撃」）               |   |           |           |
| 日本語:                        | カラオケ                                             | → | 英語:           | karaoke （「ウガンダの演劇」）       | → | 日本語:       | カリオキ （「ウガンダの演劇」）         |   |           |           |
| 客家語・広東語:                | 鮭汁 （kôe-chiap/kê-chiap、「鮭の汁・ソース」）      | → | 英語:           | ketchup （「トマトケチャップ」）     | → | 広東語:       | 茄汁 （ke4 zap1、「ケチャップ」）       |   |           |           |
| 古テュルク語:                  | ülüş （「分け前」）                                  | → | モンゴル語:     | ulus （「国家」）                    | → | トルコ語:     | ulus （「国民」）                       |   |           |           |
| トルコ語:                      | bey armudu （bergamot、「ベイ<支配者>の梨」）        | → | イタリア語:     | bergamotto （「ベルガモット梨」）    | → | フランス語:   | bergamote                               | → | トルコ語: | bergamot  |
| 中古モンゴル語(Middle Mongol): | jarlig （「勅令」）                                  | → | ロシア語:       | yarlyk （「値札」）                  | → | モンゴル語:   | yarlyk （「値札」）                     |   |           |           |
| フランス語:                    | magasin （「店・倉庫」）                             | → | 英語:           | magazine （「雑誌」）                | → | フランス語:   | magazine （「グラビア雑誌」）           |   |           |           |
| 古フランス語:                  | estandard （「旗」）                                 | → | 英語:           | standard （「標準」）                | → | フランス語:   | standard （「標準」）                   |   |           |           |
| 中国語:                        | 菓子 （「果物・菓子」）                              | → | 日本語:         | 菓子                                 | → | 中国語:       | 菓子 （「和菓子」）                     |   |           |           |
| イタリア語:                    | disegno （「素描・図案」）                           | → | 英語:           | design （「デザイン」）              | → | イタリア語:   | design （「デザイン」）                 |   |           |           |
| 古フランス語:                  | desport （「娯楽」）                                 | → | 英語:           | sport （「スポーツ」）               | → | フランス語:   | sport （「スポーツ」）                  |   |           |           |

多くの言語に存在するguerilla（「ゲリラ」）は、古高ドイツ語のwerra（「戦争」、<<ゲルマン祖語 *werra-）がロマンス系言語にguerreやguerra（「戦争」）として入った後、ナポレオンの時代にイベリア半島の小規模の衝突がスペイン語でguerilla（「小さな戦争」、-illaは縮小辞）と呼ばれ、それが各言語に伝播したものであり、ドイツ語から見るとwerra→guerra→Guerillaへの変遷を経て戻ってきたケースと言える。

## 再借用に準ずるプロセスとその形態素
再借用に似たプロセスとして、ある言語内(P)で別の言語(Q)の要素を元にして新たな単語が作られ、それが言語Qや後世の後継言語(R)に借用されるケースがある。これは、西洋の言語では、古典語のラテン語(Q)や古代ギリシア語(Q)基盤の造語で頻繁に起きるケースであり、ラテン語(Q)基盤の新造語がその後継言語であるロマンス系言語(R)に借用されたり、古代ギリシア語(Q)基盤の新造語が現代ギリシア語(R)に借用されたりする。このうち、ラテン語系の語彙は多くの言語にすでに拡散されているため、ラテン語(Q)基盤の新造語が英語(P)やドイツ語(P)などの非ロマンス系言語で作られてそれがロマンス系言語(R)（フランス語・スペイン語など）に借用される、というケースはさほど目立ったものではなく、むしろ多いのは、古代ギリシア語(Q)基盤の新造語が近現代になって創出され、それが現代ギリシア語(R)へ戻って借用されるケースである。例としては現代ギリシア語のτηλεγράφημα（telegráfima、「テレグラム」）がある。
これと似たプロセスが特に顕著に現れるのは中国語と日本語の間で起きるケースである。19世紀後半から20世紀にかけて、日本語(P)では中国語(Q、古い時代の中国語)基盤の造語が数多く作られ（和製漢語）、それが現代の中国語(R)へ戻って借用された。また、中国語に古来から存在した漢語において、日本語で新たな語義が獲得され、その語義が元の中国語に「意味論的借用」として追加されるケースもあり、この例には「文化」「革命」などがある。

### ギリシア語の実例
英語のanthropology（「人類学」）は近代になって（古代）ギリシア語のἄνθρωπος（ánthrōpos、「人間」）とλόγος（lógos、「学問」）の組み合わせで作られた造語で、現代ギリシア語にもανθρωπολογία (anthropolo'ía)として借用・導入されており、上の図式では、言語P（英語）で言語Q（古代ギリシア語）を基盤に新語が作られて後継の言語R（現代ギリシア語）へ戻るケースに当たるが、こうした学術用語とは別に、古代ギリシア語の土着語彙が周辺言語に借用され、複数の言語で音韻・語形・文法構造などの変化を経てから現代ギリシア語に戻って再借用されるケースもある。この場合、つづり・発音・アクセント（時に単語の文法的機能なども）は古代のものからは多かれ少なかれずれを生じるのが通常である。
以下はそうした語彙の変遷の事例を集めている。「古代ギリシア語」のかっこ内の末尾にある「現ギ」は、古代ギリシア語の語形をほぼ保って受け継がれた単語が現代ギリシア語に残っている、つまり、冒頭の語（再借用語）と末尾の語（土着語）が現代ギリシア語で「二重語」の状態になっていることを示している。語義が同じものもあれば異なるものもある。
- αμπανόζι (το) (abanózi、「黒檀、＝家具用の木材」）、←トルコ語：abanoz（「黒檀」）、←アラビア語・ペルシア語：abanus/abnus（「黒檀」）、←古代ギリシア語：έβενος（ébenos、「黒檀」。現ギ：έβενος <évenos>「黒檀」）

- γάμπα (η)（gámba、「ふくらはぎ・下腿部」）、←イタリア語：gamba（「人間の下腿部」、「（靴下・ズボンで）ふくらはぎの個所」）、←ラテン語：camba/gamba（「馬の脚、四肢動物の脚」）、←古代ギリシア語：καμπή（kampḗ、ドーリス方言：καμπά <kampá>、「関節」、現ギ：καμπή <kampí>「湾曲・カーブ」）

- γκλαμουριά (η)/γκλάμουρ (το) (glamuriá/glámur、「魅力」）、←英語：glamor/glamour（「妖しい魅力、魔力」）、←スコットランド語：glammar（「魔法、魔術、魅力」）、←近代英語：grammar/gramaryle（「学問、博識、秘術の修学」）、←中英語：gramer、←古フランス語：grammaire/grimoire、←ラテン語：(ars) grammatica（「学問の（技）」）、←古代ギリシア語：γραμματική (τέχνη)（grammatikḗ (téchnē)、「読み書きの（技）」、現ギ：γραμματικός <grammatikós>「文法の」）

- εγκυκλοπαιδεία (η)（enkiklopedía、「百科事典」）、←フランス語：encyclopédie（「百科事典」）、←近代ラテン語：encyclopaedia（「百科事典」）、←古代ギリシア語（ヘレニズム期）：εγκύκλιος παιδεία（egkúklios paideía、「円環的な教育」、< εν κύκλω παιδεία <en kúklō paideía>、「全般に渡る学問教育」、現ギ：εγκύκλιος <enkíklios>「全般的な」、παιδεία <pedía>「教育」)

- καρότο (το)（karóto、「人参」）、←καρότα (η)（karóta、「人参」）、←イタリア語：carota（「人参」）、ラテン語：carota –ae（「人参」）、←古代ギリシア語：καρωτόν（karōtón、「人参」）

- κόρδα (η)（kórda、「弦、ガット・腸線」）、←ギリシア語（イオニア方言）：κόρδα（kórda）、←ラテン語：chorda（「腸、弦・腸線」）、←古代ギリシア語：χορδή（chordḗ、ドーリス方言：χορδά <chordá>、「腸、弦・腸線」、現ギ：χορδή <hordí>「弦」）

- λιμάνι (το)（limáni、「港」）、←トルコ語：liman（「港」）、←ギリシア語（ビザンツ期）：λιμένι/λιμένιν（liméni/liménin）、古代ギリシア語：*λιμένιον (liménion) < λιμήν (ο)（limḗn、「港」、属格：του λιμένος <tou liménos>、対格：τον λιμένα <ton liména>、現ギ：λίμνη <límni>「湖」）

- μάκινα (η)（mákina、μάκενα <mákena>、「車」）、←イタリア語：macchina/macina（「車」）、←ラテン語：*macina < machina（「設備・機械」）、←古代ギリシア語（アルカイック期）：μηχανή（mēchanḗ、ドーリス方言：μαχανά <machaná>、「設備・道具」、現ギ：μηχανή <mihaní>「機械」）

- μπάνιο (το)（bánio、「入浴・浴室」）、←イタリア語：bagno（「入浴・浴室」）、←ラテン語：banyum < banium < *baneum < *banneum < balneum < balineum（「浴場」）、←古代ギリシア語：βαλανείον（balaneíon、「公衆浴場」）

- μπιζέλι (το)（bizéli、「エンドウ豆」）、←イタリア語：pisello（「エンドウ豆」）、←ラテン語：*pisellum、←ラテン語：pisum（「エンドウ豆」）、←古代ギリシア語（アルカイック期）：πίσος (ο)/πίσον (το)（písos/píson、「エンドウ豆」）

- μπουτίκ (η)（boutík、「ブティック、贅沢品の小店舗」）、←フランス語：boutique、←プロヴァンス語：botica、←イタリア語：bottega（「商店」）、←ラテン語：apothēca –ae（「倉庫」）、←古代ギリシア語：αποθήκη（apothḗkē、「倉庫」、現ギ：αποθήκη <apothíki>「倉庫」）

- μπριγιάν (το)/μπριγιάντι (το)（bri'ián/bri'iánti、「特殊な切り方をしたダイヤモンド」）、←フランス語：brilliant（「輝き」「ブリリアンカットのダイヤモンド」）、←ラテン語：beryllus/beryllium（「緑柱石、ベリル」）、←古代ギリシア語：βήρυλλος/βηρύλλιον（bḗrullos/bērúllion、「インド起源の宝石」、現ギ：βηρύλλιο <viríllio>「緑玉石、ベリル」）

- μπριλλάντι (το)（brillánti、「特殊な切り方をしたダイヤモンド」）、←イタリア語：brillante（「切って磨いたダイヤモンド」）、←ラテン語：beryllus/beryllium（「緑柱石、ベリル」）、←古代ギリシア語：βήρυλλος/βηρύλλιον（bḗrullos/bērúllion、「インド起源の宝石」、現ギ：βηρύλλιο <viríllio>「緑玉石、ベリル」）

- σενάριο (το)（senário、「脚本・シナリオ」）、←英語：scenario（「脚本」）、←イタリア語：scenario（「舞台装置、脚本」）、←ラテン語：scenarium < scena/scaena（「舞台・情景」）、←古代ギリシア語：σκηνή（skēnḗ、「テント・小屋・舞台」、現ギ：σκηνή <skiní>「テント・舞台・緞帳」）

- σμιρίγλι (το)（smirígli、「金剛石」）、←イタリア語：smeriglio（「金剛石」）、←近代ラテン語：smeriglion < *smirilium（「金剛石」）、←古代ギリシア語：σμιρίτης λίθος（smirítēs líthos <「金剛砂の石」>、「金剛石」）（σμιρίτηςの別形：σμίρις (η) <smíris>、属格：της σμίριδος <tēs smíridos>。σμύρις (η) <smúris>、属格：της σμύριδος <tēs smúridos>、現ギ：σμύρη <smíri>「金剛石」）

- τεφτέρι (το)（teftéri、「ノート、簿記帳」）、←トルコ語：defter（「ノート」）、←アラビア語・ペルシア語：diftar（「ノート」）、←古代ギリシア語：διφθέρα（difthéra、「動物の皮」、現ギ：διφθέρα <difthéra>「なめした皮」）

- φανταστικός (ο)（fantastikós、「素晴らしい、印象的な」）、←英語：fantastic（「素晴らしい」）、←古代ギリシア語：φανταστικός（fantastikós、「実在しない、想像上の」、現ギ：同じ語形）

- φουντούκι (το)（fundúki、「ハシバミ」）、←トルコ語：fındık（「ハシバミ」）、←古代ギリシア語：ποντικόν κάρυον（pontikón káruon <「ポントス地方のナッツ」>、「ハシバミ」、現ギ：ποντιακός <pontiakós>「ポントス地方の」、καρύδι <karídi>「ナッツ」）